# 照南山尹氏宗祠
照南山尹氏宗祠位於四川省瀘州市瀘縣，文物遺址年代判定為1930年。2012年7月16日公佈為第八批四川省文物保護單位。
照南山尹氏宗祠，位於四川省瀘州市瀘縣大伏鎮照南山村9組，建造於民國庚午年（1930），宗祠坐西北向東南，占地面積1440平方米，也正廳、左右廂房組成，三合院總體完好，保留了當年的原貌和基本格局。新中國成立後，宗祠為觀音寺村小學校。該宗堂的石刻浮雕，雕工精細，有人物、山水等，分別刻在享殿的正前方左右欄上。兩幅合為一個整體，再現了80年前的瀘州城風貌。有反映尹氏宗族的三副植聯，講的是尹代祖德與輝光，雕刻優美。該祠堂具有較高的歷史文化價值。